# جیاکومو فاتیسانتی
جیاکومو فاتیسانتی (انگلیسی: Giacomo Faticanti؛ زادهٔ تاریخ ورودی نامعتبر است) بازیکن فوتبال اهل ایتالیا است که در حال حاضر برای یوونتوس نکست جن در پست هافبک بازی می‌کند.
وی همچنین در تیم‌های ملی فوتبال زیر ۱۵ سال، زیر ۱۶ سال، زیر ۱۸ سال، زیر ۱۹ سال، زیر ۲۰ سال و زیر ۲۱ سال ایتالیا بازی کرده است.